# João de Garlandia
João de Garlandia (em latim: Johannes de Garlandia; fl. 1190–1270) foi um filologista e professor universitário do século XIII. De origem inglesa, estudou em Oxford e depois na Universidade de Paris, onde já lecionava em 1220. Nesta época, vivia na Rive Gauche ("margem esquerda") na Clos de Garlande (cujo nome sobreviveu até recentemente na Rue Garlande), a origem do nome pelo qual é geralmente conhecido. Os principais fatos que sabemos sobre a vida de João estão em seu longo poema "De triumphis ecclesiae" ("Dos Triunfos da Igreja").
Em 1229, tornou-se um dos primeiros mestres da nova Universidade de Toulouse. Seu poema "Epithalamium Beatae Mariae Virginis" foi apresentado no ano seguinte ao legado papal Romano de Santo Ângelo, um dos fundadores. João estava na cidade durante os turbulentos eventos de 1229–1231 (veja Cruzada Albigense), que ele descreve em "De triumphis ecclesiae". Depois da morte do bispo Folquet de Toulouse em 1231, os cátaros reconquistaram a antiga influência sobre a cidade, os professores da universidade deixaram de ser pagos e muitos consideraram muito perigoso permanecer em Toulouse. João foi um dos que conseguiram escapar disfarçando-se de servo.
De volta a Paris, Roger Bacon afirma ter assistido a uma palestra de João. Estava lá ainda em 1245, provavelmente escrevendo "De triumphis ecclesiae", que terminou em 1252. É provável que ainda estivesse vivo em 1270.
As obras gramáticas de Garland foram muito utilizadas na Inglaterra, publicadas geralmente por Richard Pynson e Wynkyn de Worde. Além disso, João de Garlandia foi um prolífico poeta em latim e sua obra mais conhecida (fora "De triumphis ecclesiae") é "Epithalamium beatae Mariae Virginis", que sobreviveu no mesmo manuscrito. Mas há outras, como "Dictionarius", um vocabulário latino, "Compendium totius grammatices", impressa em Deventer em 1489, e dois tratados métricos chamados "Synonyma" e "Equivoca", publicados no final do século XV.
Um tratado sobre alquimia, "Compendium alchimiae", por vezes atribuído a João, é, na verdade de um escritor do século XIV chamado Ortolanus (Martin Ortolan ou Lortholain). As obras sobre o computus (o cálculo da data da Páscoa) de Garlandus também já foram erroneamente atribuídas a João de Garlandia.

## Obras
- "Ars lectoria ecclesiae, sive Accentarium" (ca. 1248)
- "Commentaria in Doctrinali Alexandri de Villa-Dei"
- "Commentarius" (1246)
- "Compendium grammaticae; Clavis compendii" (ca. 1234)
- "Composita verborum"
- "De mysteriis ecclesiae" (1245)
- "De orthographia"
- "De triumphis ecclesiae" (1252)
- "Dictionarius" (ca. 1220)
- "Dictionarius metricus"
- "Distigium, sive Cornutus"
- "Epithalamium beatae Mariae virginis" (1230)
- "Equivoca"
- "Exempla honestae vitae"
- "Integumenta super Ovidii Metamorphosin" (ca. 1234)
- "Liber de constructionibus"
- "Miracula beatae Mariae virginis, sive Stella maris, sive Liber metricus" (ca. 1248)
- "Morale scolarium, sive Opus satiricum" (1241)
- "Nomina et verba defectiva"
- "Parisiana poetria de arte prosaica, metrica et rhythmica" (ca. 1234)
- "Synonyma"
- "Unum omnium"
- "Verba deponentalia"

### Perdidas
- "Assertiones fidei" (ca. 1230)
- "Conductum de Tholosa" (ca. 1230)
- "Georgica spiritualia" (ca. 1230)
- "Gesta apostolica" (ca. 1230)
- "Memoriale" (ca. 1234)

### Edições
- F. Ghisalberti, ed., Integumenta Ovidii. Messina, Milan, 1933.
- Thomas Haye, ed. Johannes de Garlandia. Compendium Grammaticae. Cologne: Böhlau, 1995.
- Ewald Könsgen, ed. and trans. Johannes de Garlandia. Carmen de misteriis Ecclesie. With commentary by Peter Dinter. Mittellateinische Studien und Texte 32. Leiden: Brill, 2004.
- Traugott Lawler, ed. and trans. The Parisiana Poetria of John of Garland. New Haven: Yale University Press, 1974.
- Elsa Marguin-Hamon, ed. L’Ars lectoria Ecclesie de Jean de Garlande. Une grammaire versifiée du xiiie siècle et ses gloses. Turnhout, Brepols, 2003 (Studia Artistarum : Subsidia, 2)
- Elsa Marguin-Hamon, ed. and trans. La 'Clavis Compendii' de Jean de Garlande. Turnhout: Brepols, 2009.
- L.J. Paetow, ed. Two Medieval Satires on the University of Paris: La Bataille des VII Ars of Henri d'Andeli and the Morale Scolarium of John of Garland. Berkeley: University of California Press, 1927. [Latin and English, with biobibliography]
- Antonio Saiani, ed. and trans. Giovanni di Garlandia. Epithalamium beate virginis Marie. Testo critico, traduzione e commento. Florence: L.S. Olschki, 1995.
- Auguste Scheler, Lexicographie latine du XIIe et du XIIIe siècles: trois traités de Jean de Garlande, Alexandre Neckam et Adam du Petit-Pont (Leipzig: F.A. Brockhaus 1867)
- Wright, Thomas, editor (1856). Johannis de Garlandia De triumphis ecclesiae. London: Nichols
- E.F. Wilson, ed. The Stella Maris of John of Garland. Edited together with a Study of Certain Collections of Mary Legends made in Northern France in the Twelfth and Thirteenth Centuries. The Medieval Academy of America, Cambridge, MA, 1946